# Lätt tungvikt i fristil i brottning vid olympiska sommarspelen 1992
Herrarnas brottningsturnering i fristil i viktklassen lätt tungvikt vid olympiska sommarspelen 1992 avgjordes i Barcelona i Institut Nacional d'Educació Física de Catalunya. 

## Medaljörer
| Klass         | Guld                       | Silver                 | Brons                      |
| Lätt tungvikt | Makharbek Khadartsev · OSS | Kenan Şimşek · Turkiet | Christopher Campbell · USA |

## Resultat
- TO — Vinst genom fall
- SP — Vinst genom överlägsenhet, 12-14 poängs skillnad, förloraren med poäng
- SO — Vinst genom överlägsenhet, 12-14 poängs skillnad, förloraren utan poäng
- ST — Vinst genom teknisk överlägsenhet, 15 poäng skillnad
- PP — Vinst genom poäng, förloraren med tekniska poäng
- PO — Vinst genom poäng, förloraren utan tekniska poäng
- PA — Vinst genom att motståndaren skadas
- DQ — Vinst genom förverkande
- D2 — Båda brottarna diskvalificerade på grund av passivitet  (0-0 poäng)
- DNA — Dök inte upp
- L — Förluster
- ER — Elimineringsrunda
- CP — Klassificeringspoäng
- TP — Tekniska poäng

- PA — Vinst genom att motståndaren skadats

### Elimineringsrunda

#### Pool A
| L                 |                            | CP       | TP       |                            | L        |          |
| Omgång 1          | Omgång 1                   | Omgång 1 | Omgång 1 | Omgång 1                   | Omgång 1 | Omgång 1 |
| ----------------- | -------------------------- | -------- | -------- | -------------------------- | -------- | -------- |
| 0                 | Roberto Limonta (CUB)      | 3-1 PP   | 2-1      | Gregory Edgelow (CAN)      | 1        |          |
| 0                 | Makharbek Khadartsev (EUN) | 3-0 PO   | 7-0      | Christopher Campbell (USA) | 1        |          |
| 1                 | Terrence Parker (NZL)      | 0-4 TO   | 3:00     | Akira Ota (JPN)            | 0        |          |
| 0                 | Renato Lombardo (ITA)      | 3-0 PO   | 1-0      | Jozef Palatinus (TCH)      | 1        |          |
| 0                 | Ludwig Schneider (GER)     |          |          | Bye                        |          |          |
| Omgång 2          |                            |          |          |                            |          |          |
| 1                 | Ludwig Schneider (GER)     | 0-3 PO   | 0-10     | Roberto Limonta (CUB)      | 0        |          |
| 2                 | Gregory Edgelow (CAN)      | 0-3 PO   | 0-6      | Makharbek Khadartsev (EUN) | 0        |          |
| 1                 | Christopher Campbell (USA) | 4-0 ST   | 15-0     | Terrence Parker (NZL)      | 2        |          |
| 1                 | Akira Ota (JPN)            | 0-0 D2   | 0-0      | Renato Lombardo (ITA)      | 1        |          |
| 1                 | Jozef Palatinus (TCH)      |          |          | Bye                        |          |          |
| Omgång 3          |                            |          |          |                            |          |          |
| 2                 | Jozef Palatinus (TCH)      | 0-3 PO   | 0-2      | Ludwig Schneider (GER)     | 1        |          |
| 1                 | Roberto Limonta (CUB)      | 1-3 PP   | 2-7      | Makharbek Khadartsev (EUN) | 0        |          |
| 1                 | Christopher Campbell (USA) | 3-0 PO   | 4-0      | Akira Ota (JPN)            | 2        |          |
| 1                 | Renato Lombardo (ITA)      |          |          | Bye                        |          |          |
| Omgång 4          |                            |          |          |                            |          |          |
| 2                 | Renato Lombardo (ITA)      | 1-3 PP   | 1-6      | Roberto Limonta (CUB)      | 1        |          |
| 2                 | Ludwig Schneider (GER)     | 1-3 PP   | 1-7      | Makharbek Khadartsev (EUN) | 0        |          |
| 1                 | Christopher Campbell (USA) |          |          | Bye                        |          |          |
| Omgång 5          |                            |          |          |                            |          |          |
| 1                 | Christopher Campbell (USA) | 3-1 PP   | 5-4      | Roberto Limonta (CUB)      | 2        |          |
| 0                 | Makharbek Khadartsev (EUN) |          |          | Bye                        |          |          |
| För fjärdeplatsen |                            |          |          |                            |          |          |
|                   | Renato Lombardo (ITA)      | 3-0 PO   | 2-0      | Ludwig Schneider (GER)     |          |          |

| Brottare                   | L | ER | CP |
| -------------------------- | - | -- | -- |
| Makharbek Khadartsev (EUN) | 0 | -  | 12 |
| Christopher Campbell (USA) | 1 | -  | 10 |
| Roberto Limonta (CUB)      | 2 | 5  | 11 |
| Renato Lombardo (ITA)      | 2 | 4  | 4  |
| Ludwig Schneider (GER)     | 2 | 4  | 4  |
| Akira Ota (JPN)            | 2 | 3  | 4  |
| Jozef Palatinus (TCH)      | 2 | 3  | 0  |
| Gregory Edgelow (CAN)      | 2 | 2  | 1  |
| Terrence Parker (NZL)      | 2 | 2  | 0  |

#### Pool B
| L        |                            | CP       | TP       |                          | L        |          |
| Omgång 1 | Omgång 1                   | Omgång 1 | Omgång 1 | Omgång 1                 | Omgång 1 | Omgång 1 |
| -------- | -------------------------- | -------- | -------- | ------------------------ | -------- | -------- |
| 0        | Heraklis Deskoulidis (GRE) | 3-1 PP   | 8-2      | Kaloyan Baev (BUL)       | 1        |          |
| 1        | Ayoub Baninosrat (IRI)     | 0-3 PO   | 0-1      | Puntsagiin Sükhbat (MGL) | 0        |          |
| 1        | Daniel Sánchez (PUR)       | 0-4 ST   | 1-16     | Marek Garmulewicz (POL)  | 0        |          |
| 0        | Kenan Şimşek (TUR)         | 3-0 PO   | 6-0      | Gábor Tóth (HUN)         | 1        |          |
| Omgång 2 |                            |          |          |                          |          |          |
| 1        | Heraklis Deskoulidis (GRE) | 0-3 PO   | 0-4      | Ayoub Baninosrat (IRI)   | 1        |          |
| 2        | Kaloyan Baev (BUL)         | 1-3 PP   | 1-8      | Puntsagiin Sükhbat (MGL) | 0        |          |
| 2        | Daniel Sánchez (PUR)       | 0-3 PO   | 0-4      | Kenan Şimşek (TUR)       | 0        |          |
| 1        | Marek Garmulewicz (POL)    | 1-3 PP   | 4-5      | Gábor Tóth (HUN)         | 1        |          |
| Omgång 3 |                            |          |          |                          |          |          |
| 2        | Heraklis Deskoulidis (GRE) | 0-3 PO   | 0-2      | Puntsagiin Sükhbat (MGL) | 0        |          |
| 1        | Ayoub Baninosrat (IRI)     | 3-0 PO   | 4-0      | Gábor Tóth (HUN)         | 2        |          |
| 2        | Marek Garmulewicz (POL)    | 1-3 PP   | 1-4      | Kenan Şimşek (TUR)       | 0        |          |
| Omgång 4 |                            |          |          |                          |          |          |
| 2        | Ayoub Baninosrat (IRI)     | 0-3 PO   | 0-4      | Kenan Şimşek (TUR)       | 0        |          |
| 0        | Puntsagiin Sükhbat (MGL)   |          |          | Bye                      |          |          |
| Omgång 5 |                            |          |          |                          |          |          |
| 1        | Puntsagiin Sükhbat (MGL)   | 1-3 PP   | 2-3      | Kenan Şimşek (TUR)       | 0        |          |

| Brottare                   | L | ER | CP |
| -------------------------- | - | -- | -- |
| Kenan Şimşek (TUR)         | 0 | -  | 15 |
| Puntsagiin Sükhbat (MGL)   | 1 | -  | 10 |
| Ayoub Baninosrat (IRI)     | 2 | 4  | 6  |
| Marek Garmulewicz (POL)    | 2 | 3  | 6  |
| Heraklis Deskoulidis (GRE) | 2 | 3  | 3  |
| Gábor Tóth (HUN)           | 2 | 3  | 3  |
| Kaloyan Baev (BUL)         | 2 | 2  | 2  |
| Daniel Sánchez (PUR)       | 2 | 2  | 0  |

### Slutkamper
|                            | CP        | TP        |                            |           |
| 9:e plats                  | 9:e plats | 9:e plats | 9:e plats                  | 9:e plats |
| -------------------------- | --------- | --------- | -------------------------- | --------- |
| Ludwig Schneider (GER)     | 0-3 PO    | 0-3       | Heraklis Deskoulidis (GRE) |           |
| 7:e plats                  |           |           |                            |           |
| Renato Lombardo (ITA)      | 0-0 D2    | 0-0       | Marek Garmulewicz (POL)    |           |
| 5:e plats                  |           |           |                            |           |
| Roberto Limonta (CUB)      | 1-3 PP    | 1-3       | Ayoub Baninosrat (IRI)     |           |
| Bronsmatch                 |           |           |                            |           |
| Christopher Campbell (USA) | 3-1 PP    | 3-1       | Puntsagiin Sükhbat (MGL)   |           |
| Final                      |           |           |                            |           |
| Makharbek Khadartsev (EUN) | 3-0 PO    | 1-0       | Kenan Şimşek (TUR)         |           |